# Astelia skottsbergii
Astelia skottsbergii là một loài thực vật có hoa trong họ Asteliaceae. Loài này được L.B.Moore mô tả khoa học đầu tiên năm 1966.